# 文晖街道
文晖街道，中国浙江省杭州市拱墅区所辖街道。总面积5.48平方千米，总人口2.7万人，辖区东至长浜河、下江界，南至京杭运河，西至长浜路、颜家漾、上塘河，北至绍兴路桥、绍兴路中段、岳帅路西段、岳帅桥、香积寺路、颜家漾支流、庙前港。下城区政府位于境内。

## 辖区
文晖街道现辖：
- 社区(8)：打铁关社区、和平苑社区、胜利社区、流水西苑社区、流水东苑社区、京都苑社区、现代城社区、三里家园社区。